# Rechtsikonographie
Die Rechtsikonographie ist ein Forschungsfeld im Schnittbereich zwischen Rechtsgeschichte und Kunstgeschichte mit Bezügen zur Heraldik, Rechtsarchäologie und Rechtlichen Volkskunde. Ihr Forschungsgegenstand ist die Beschreibung und Deutung von bildlichen Darstellungen (Gemälde, Reliefs, Skulpturen, Graphiken, Holzschnitte usw.), denen ein rechtlicher Gehalt anhaftet. Es geht etwa um symbolische Gegenstände an historischen Gerichtsstätten, Illustrationen in Rechtsbüchern, Allegorien oder Gemälde mit rechtlichen Szenen (etwa Krönungen, Belehnungen, Gerichtsverfahren oder Bestrafungen). Die Rechtsikonographie ist traditionell ein Forschungsfeld und Teilfach der Rechtsgeschichte, wird heute aber interdisziplinär betrieben.

## Forschungsüberblick
Als „Iurisprudentia picturata“ war die Rechtsikonographie bereits im 18. Jahrhundert ein Forschungsgegenstand. Karl von Amira (1848–1930) setzte sich im 19. Jahrhundert exponiert mit bildlichen Rechtsquellen auseinander. Er plädierte hierbei für eine Trennung der Rechtsikonographie von der ebenfalls von ihm erforschten Rechtsarchäologie. Dennoch enthält seine sogenannte „Rechtsarchäologische Bildersammlung“ in weiten Teilen rechtsikonographisches Material. Amiras Bildersammlung wurde in einem Gemeinschaftsprojekt des Münchener Leopold-Wenger-Instituts für Rechtsgeschichte und des Digitalisierungszentrums der Bayerischen Staatsbibliothek retrodigitalisiert und ist online verfügbar.
In der Nachfolge Amiras erfuhr die rechtsikonographische Forschung einen bedeutenden Aufschwung. Weitere bedeutende Rechtshistoriker, etwa der Heidelberger Rechtssprachenforscher und Begründer der Rechtlichen Volkskunde Eberhard Freiherr von Künßberg (1881–1941), der Berner Ordinarius Hans Fehr und der Gießener Rechtsikonograph und Rechtsarchäologe Karl Frölich (1877–1953), legten umfangreiche rechtsikonographische Bildersammlungen an. In den 1990er-Jahren entstand die „Rechtsikonographische Datenbank“ von Gernot Kocher.
Auf Initiative von Gernot Kocher und Clausdieter Schott entstand 1988 der „Arbeitskreis für Rechtsikonographie“, der in regelmäßigen Abständen Fachtagungen zum Themenkreis veranstaltet. Die Forschungsergebnisse werden unter anderem in der Reihe „Signa Iuris – Beiträge zur Rechtsikonographie, Rechtsarchäologie und Rechtlichen Volkskunde“ publiziert.

### Rechtsikonographische Monographien und Aufsätze
- Karl von Amira, Die Handgebärden in den Bilderhandschriften des Sachsenspiegels, in: Abhandlungen der philosophisch-philologischen Klasse der Königlich Bayerischen Akademie der Wissenschaften 23,2 (1909), S. 161–263.
- Karl von Amira, Der Stab in der germanischen Rechtssymbolik, in: Abhandlungen der Bayerischen Akademie der Wissenschaften, Philosophisch-Philologische und Historische Klasse 25 (1911), S. 1–180.
- Karl Siegfried Bader (u. a.), Kunst und Recht – Festgabe für Hans Fehr, Karlsruhe 1948.
- Andreas Bauer, Libri Pandectarum. Das römische Recht im Bild des 17. Jahrhunderts, Göttingen 2005.
- Colette Brunschwig, Visualisierung von Rechtsnormen – legal design, Zürich 2001.
- Colette Brunschwig, Rechtsikonographie, Rechtsikonologie und Rechtsvisualisierung: Gesprächs- und Entwicklungspotenziale, in: Markus Steppan/Helmut Gebhardt (Hrsg.), Zur Geschichte des Rechts. Festschrift für Gernot Kocher zum 65. Geburtstag, Graz 2006, S. 39–47.
- Andreas Deutsch, Justitia, Prudentia und der weise Salomo. Visuelle Gerechtigkeitspostulate bei Gericht, in: Lena Kunz/Vivianne Ferreira Mese (Hrsg.), Rechtssprache und Schwächerenschutz, Baden-Baden 2018, S. 233–272.
- Andreas Deutsch, Das Rottweiler Hofgericht im Spiegel seiner bildlichen Darstellungen, in: Signa Iuris 16 (2018) [erschienen 2019], S. 173–224.
- Paul De Win (Hrsg.): Rechtsarcheologie en rechtsiconografie/Rechtsarchäologie und Rechtsikonographie. Een kennismaking; handelingen van het colloquium gehouden te Brussel op 27 april 1990, Brüssel 1992.
- Hans Fehr, Das Recht im Bilde, Zürich 1923.
- Georg Frommhold, Die Idee der Gerechtigkeit in der bildenden Kunst, eine ikonologische Studie, Greifswald/Bamberg 1925.
- Stefan Huygebaert/Georges Martyn/Vanessa Paumen/Eric Bousmar/Xavier Rousseaux (Hrsg.): The Art of Law : Artistic Representations and Iconography of Law and Justice in Context, from the Middle Ages to the First World War, Cham (Schweiz) 2018.
- Gernot Kocher, Zeichen und Symbole des Rechts, eine historische Ikonographie, München 1992.
- Gernot Kocher, Die Rechtsikonographie, in: Ruth Schmidt-Wiegand (Hrsg.), Die Wolfenbütteler Bilderhandschrift des Sachsenspiegels, Aufsätze und Untersuchungen, Kommentarband zur Faksimile-Ausgabe, Berlin 1993, S. 107–117.
- Gernot Kocher, Realien als Elemente der rechtlichen Bildsprache, in: Dieter Pötschke (Hrsg.), Stadtrecht, Roland und Pranger: zur Rechtsgeschichte von Halberstadt, Goslar, Bremen und Städten der Mark Brandenburg, Berlin. 2002, S. 166–176.
- Gernot Kocher, Bilder – eine Nebenquelle der Rechtsgeschichte?, in: Festschrift für Wilhelm Brauneder zum 65. Geburtstag : Rechtsgeschichte mit internationaler Perspektive, Wien 2008, S. 223–228.
- Gerhard Köbler, Bilder aus der deutschen Rechtsgeschichte – von den Anfängen bis zur Gegenwart, München 1988.
- Walter Koschorreck, Der Sachsenspiegel in Bildern, aus der Heidelberger Bilderhandschrift ausgewählt und erläutert, 1. Aufl., Frankfurt (Main) 1976.
- Eberhard von Künßberg, Der Sachsenspiegel – Bilder aus der Heidelberger Handschrift eingeleitet und erläutert, 1. Aufl. (?), Leipzig 1933.
- Adolf Laufs, Die Fehr´sche rechtsarchäologische Bildersammlung, in: Gregor Richter (Hrsg.), Aus der Arbeit des Archivars, Festschrift für Eberhard Gönner, Stuttgart 1986, S. 361–374.
- Heiner Lück, Spuren des Rechts in der Heimat Eikes von Repgow, Wettin-Dößel 2010.
- Dietlinde Munzel-Everling, Rolande – Die europäischen Rolanddarstellungen und Rolandfiguren, Wettin-Dößel 2005.
- Wolfgang Pleister/Wolfgang Schild (Hrsg.): Recht und Gerechtigkeit im Spiegel der europäischen Kunst, Köln 1988.
- Franziska Prinz, Der Bildgebrauch in gedruckten Rechtsbüchern des 15. bis zum Ausgang des 18. Jahrhunderts, Hamburg 2006.
- Wolfgang Schild, Alte Gerichtsbarkeit vom Gottesurteil bis zum Beginn der modernen Rechtsprechung, München 1980.
- Wolfgang Schild, Nutzen und Wert von Rechtsarchäologie und Rechtsikonographie für die mittelalterliche Rechtsgeschichte, in: Paul De Win (Hrsg.), Rechtsarcheologie en rechtsiconografie/Rechtsarchäologie und Rechtsikonographie, Brüssel 1992, S. 59–74.
- Wolfgang Schild, Bilder von Recht und Gerechtigkeit, Köln 1995.
- Wolfgang Schild, Folter, Pranger, Scheiterhaufen: Rechtsprechung im Mittelalter, München 2010.
- Ruth Schmidt-Wiegand/Wolfgang Milde, Gott ist selber Recht – Die vier Bilderhandschriften des Sachsenspiegels: Oldenburg, Heidelberg, Wolfenbüttel, Dresden, 2. Aufl., Wolfenbüttel 1993.
- Wolfgang Sellert, Recht und Gerechtigkeit in der Kunst, Göttingen 1993.
- Heino Speer (Hrsg.): Wort – Bild – Zeichen, Beiträge zur Semiotik im Recht, Heidelberg 2012.

### Zeitschriften und Reihen zur Rechtsikonographie
- Signa Iuris – Beiträge zur Rechtsikonographie, Rechtsarchäologie und Rechtlichen Volkskunde (Verlagsseite, Inhaltsverzeichnis der gesamten Reihe).
- Forschungen zur Rechtsarchäologie und zur Rechtlichen Volkskunde (Verlagsseite,  Inhaltsverzeichnis der gesamten Reihe).